# Orlando Vega
Orlando Vega Smith, (nacido el 16 de junio de 1968 en Brooklyn, Nueva York) es un exjugador de baloncesto puertorriqueño. Con 1.93 metros de estatura, jugaba en la posición de alero.

## Trayectoria
- Piratas de Quebradillas (1988-1990)
- Universidad de Providence (1991-1992)
- Piratas de Quebradillas (1994)
- Harrisburg Hamn (1994-1995)
- Piratas de Quebradillas (1995-1997)
- Cantabria Lobos (1997-1998)
- Piratas de Quebradillas (1998)
- Criollos de Caguas (1999)
- CASA TED Kolejliler (1996-1997)
- Criollos de Caguas (2000)
- Indios de Mayagüez (2001)
- Leones de Ponce (2002-2003)
- Gallitos de Isabela (2004-2005)
- Capitanes de Arecibo (2006)
- Indios de Mayagüez (2007)
- Piratas de Quebradillas (2009)